# Малва (плато)
Ма́лва (Ма́льва, хинди मालवा का पठार) — плато (плоскогорье) в Индии, в северо-западной части полуострова Индостан. На северо-западе граничит с хребтом Аравали, южная оконечность входит в состав гор Виндхья.
Высота плато составляет 200—600 м, на северо-западе — до 614 м (гора Бхайнсрор). Ступенчатые равнины чередуются со сглаженными кряжами. Плато глубоко расчленено долинами реки Чамбал и её притоков. Сложено протерозойскими песчаниками, перекрытыми на юге базальтовыми лавами. Климат субэкваториальный, муссонный. Количество осадков — около 1000 мм в год, выпадают преимущественно летом. На базальтах формируются плодородные чёрные тропические почвы (регуры). На севере местами сохранились заросли акаций, мимоз, терминалий, бамбуков, на юге — светлые муссонные леса из сала, тика, а также эбенового, сандалового и атласного деревьев. Возделываются хлопчатник, пшеница.
С древности до нового времени в районе Малвы существовал ряд крупных государственных образований, сыгравших значительную роль в истории Индии.